# 国風文化
国風文化（こくふうぶんか）とは、日本の歴史的文化の一つである。10世紀の初め頃から11世紀の摂関政治期を中心とする文化であり、12世紀の院政期文化にも広く影響を与えた。
江戸時代から用例はあるが、「国風文化」という用法は小島憲之の『国風暗黒時代の文学』により国文学史の分野で一般的となり、その後歴史や美術史へ転用された。原義の「国風」とはくにぶり（地方の習俗）の意味であり「雅（みやび）」に対置される概念であるが、日本での国風文化は雅風への展開という意味合いで使われている。

## 特色
中国の影響が強かった奈良時代の文化（唐風）に対して、これを国風（和風・倭風）文化と呼んでいる。現在まで続く日本の文化の中にも、この流れを汲むものが多い。
11世紀に確立された「日本的な美」の特徴は、美しい色彩とやわらかく穏やかな造形の組み合わせによる、調和のとれた優美さにあると言える。平安時代は日本史上最も女性の感性が大切にされた時代であり、王朝文化が醸成していく過程では、女性たちの趣味や嗜好が色濃く反映された。
内裏では調度を整えるにあたり、公式な場やハレの場では漢詩や唐絵の掛軸などで唐風に誂えたが、私的な場、ケの場では和風に誂えるという使い分けをした。

### 遣唐使の停止
以前は寛平6年（894年）の遣唐使停止により中国の直接的影響を抜け出し、日本独自の文化が発展したと一般的に解釈されてきた。
しかし、遣唐使は、9世紀には頻度が減り、仁明天皇の治世に相当する、承和年間（834年 - 848年）の派遣が最後となった。その一方で、9世紀には中国からの海商が多数渡航するようになったため、遣唐使をわざわざ派遣しなくても中国の文物を多く入手できるようになった。
そのため、遣唐使停止を国風文化の画期とすることは誤りである。そもそも、唐風の文化を踏まえながらも日本の風土や生活感情である「国風（くにぶり）」を重視する傾向は奈良時代から進行していた。すなわち、遣唐使停止は日本文化の国風化を加速させる要因であったとみることが適当である。

### 浄土教の流行
日本仏教では、末法思想を背景に浄土教（浄土信仰）が流行した。9世紀前半に円仁が中国五台山の念仏三昧法を比叡山に伝えており、源信が『往生要集』を著して天台浄土教を大成した。往生伝。また空也は庶民に対しても浄土教を広め、市の聖と呼ばれた。浄土信仰は京の貴族に深く浸透し、国風文化の仏教建築、仏像、絵画などにその影響を残した。

### 女房文学の発達
藤原氏（藤原北家）による摂関政治は、外戚政策（天皇家に子女を入内させ、その子を天皇として外祖父となり権力を握ること）に立脚するものだった。藤原氏は子女を入内させると天皇の歓心を得るために有能な女性を選抜し、女房として近侍させた。女房は受領階級などの中級貴族の子女が多く、中級貴族たちは藤原氏に取り入るべく子女の教育に努力を惜しまなかった。そのため、清少納言や紫式部など多くの女流作家が生まれることとなった。

### かな文字の使用
奈良時代から日本語を表記するため漢字の音訓を借りた万葉仮名が使われていたが、この時代になって仮名文字（ひらがな、カタカナ）が広く使われるようになった。カタカナは漢字の一部に由来し（例：伊→イ）、漢文を訓読する際の補助文字として使われた。また、ひらがなは漢字の草書体を元にしたもので（安→あ）主に女性が用い始めた。紀貫之が書いた『古今和歌集』の「仮名序」は、漢文の用法を遺しながらも平仮名で書かれた和文として初期のものである。

## 文学

### 和歌
- 古今和歌集：延喜5年（905年）に醍醐天皇が紀貫之、紀友則、凡河内躬恒、壬生忠岑等に編纂を命じて出来た最初の勅撰和歌集。
- 和漢朗詠集：寛仁2年（1018年）頃に藤原公任が編集した漢詩集。

### 物語
- 竹取物語：現存する最古の仮名の物語。
- 伊勢物語：在原業平を主人公にしたといわれている歌物語。
- うつほ物語：遣唐副使・清原俊蔭とその子孫を主人公とした物語。
- 落窪物語：継子いじめに苦しむ姫が貴公子と結婚して幸せになるまでを描いた物語。
- 源氏物語：王朝物語の最高傑作。

### 日記・随筆
- 土佐日記：紀貫之が土佐守の任務を終えて帰る旅の途中のことを女性を装って平仮名で書いている。
- 蜻蛉日記：藤原道綱母が夫藤原兼家との生活の不満を綴った日記。
- 和泉式部日記：和泉式部が自らの恋愛について綴った日記。
- 紫式部日記：紫式部が宮中に仕えている時の事を綴った日記。
- 枕草子：清少納言の随筆。これら2つは、鎌倉時代の随筆。鴨長明の『方丈記』、兼好法師の『徒然草』と並んで日本三大随筆と称される。
- 更級日記：菅原孝標女が自分の人生を自伝的に綴った回想録。
- 小右記：藤原実資の日記。（漢文）
- 御堂関白記：藤原道長の日記。

### その他
- 倭名類聚抄：源順が編纂した日本最初の百科事典。
- 六歌仙：在原業平、小野小町、僧正遍昭、喜撰法師、文屋康秀、大友黒主の6人の歌人の総称。

## 服装
湿度の高い気候に適応するため、袖口が広くなるなど風通しの良いゆったりとしたシルエットになった。
男性用
- 衣冠
- 束帯
- 直衣
- 狩衣

女性用
- 十二単(女房装束)
- 細長

## 楽器
- 和琴

## 宗教
- 御霊信仰
- 陰陽道
- 本地垂迹説

## 建築

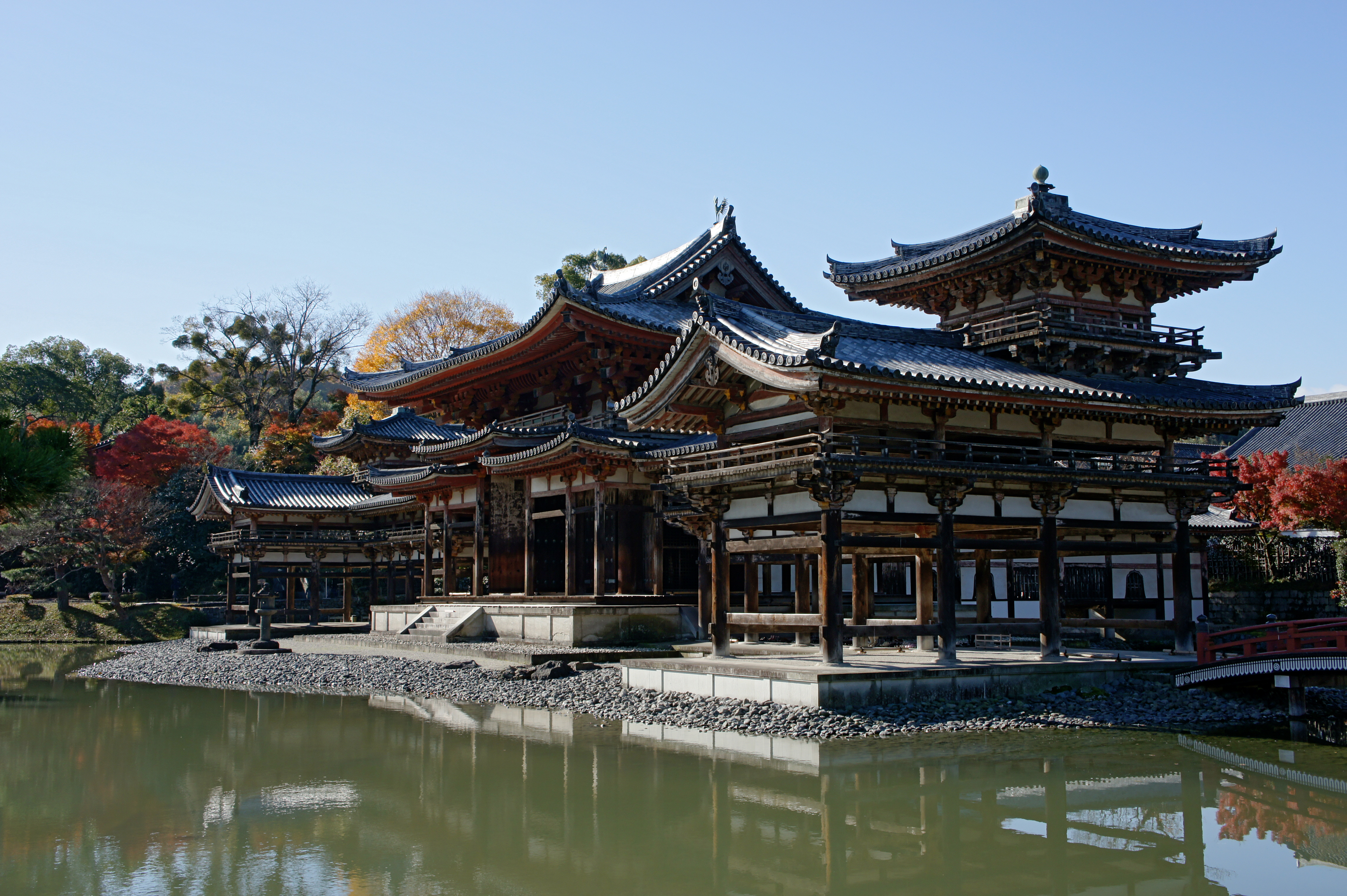
平等院鳳凰堂

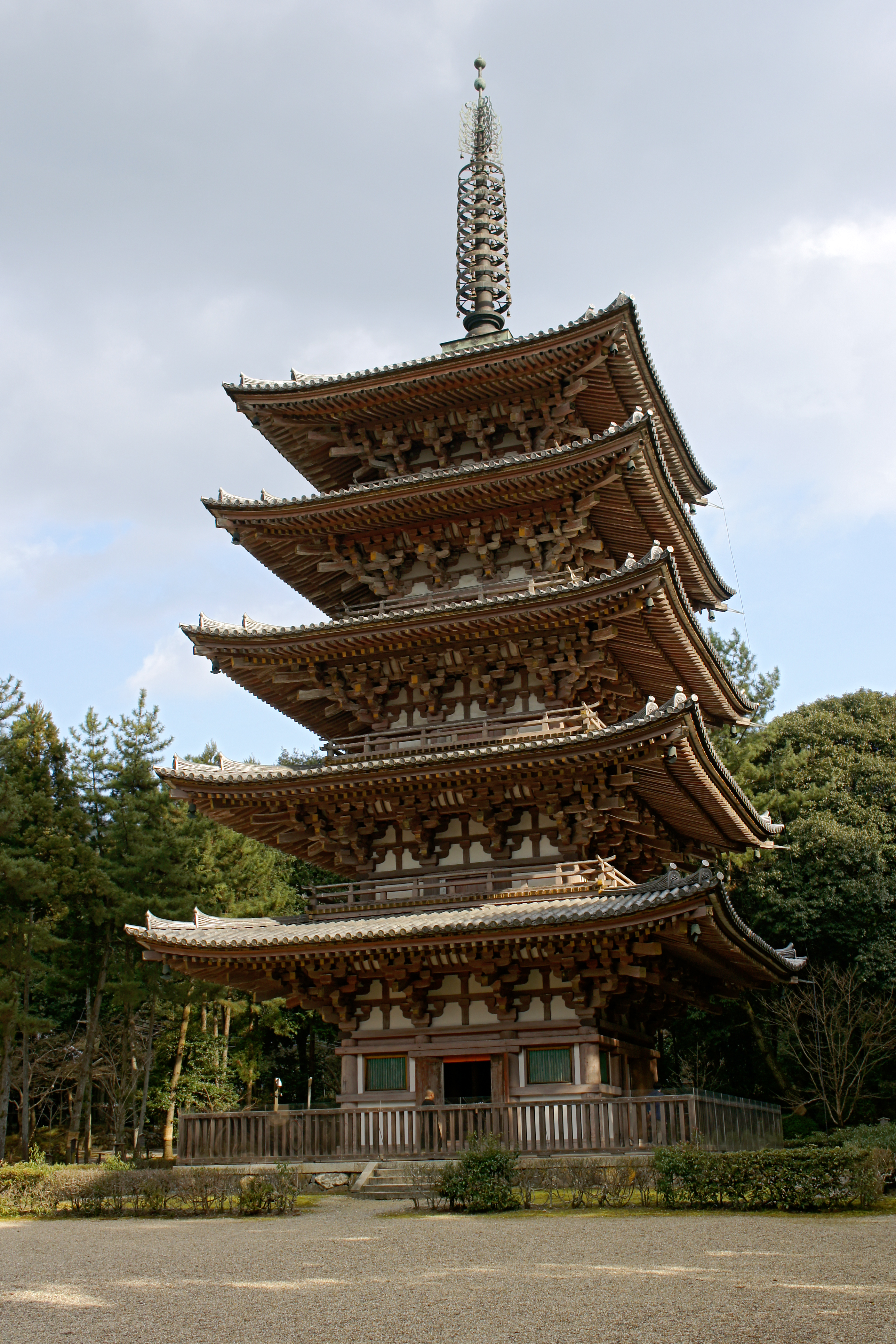
醍醐寺五重塔

貴族住宅が寝殿造の様式で建てられた。平等院にはその影響が見られる。
仏教建築としては浄土教の影響を受けた阿弥陀堂が多く建立された。
- 法成寺無量寿院：寛仁4年（1020年）に藤原道長が建立。現存せず。
- 平等院鳳凰堂：天喜元年（1053年）に藤原頼通が建立。
- 法界寺阿弥陀堂：永承5年（1050年）頃、日野資業が自分の別荘を寺にしたもの。承久の乱で焼失し、再建。

阿弥陀堂以外の建築としては天暦5年（951年）建立の醍醐寺五重塔が知られる。

## 彫刻
阿弥陀如来像を大量生産するため、分けて造った部品を組み立てる寄木造の技法が用いられた。この技法を完成させたとされるのが定朝である。彫りが浅く平行して流れる衣文、丸い顔に細い目の穏やかで瞑想的な表情が特徴で、こうした仏像を定朝様式と呼ぶ。
- 平等院鳳凰堂阿弥陀如来像：定朝作で唯一現存する作品
- 法界寺阿弥陀如来像
- 平等院鳳凰堂雲中供養菩薩像

## 絵画

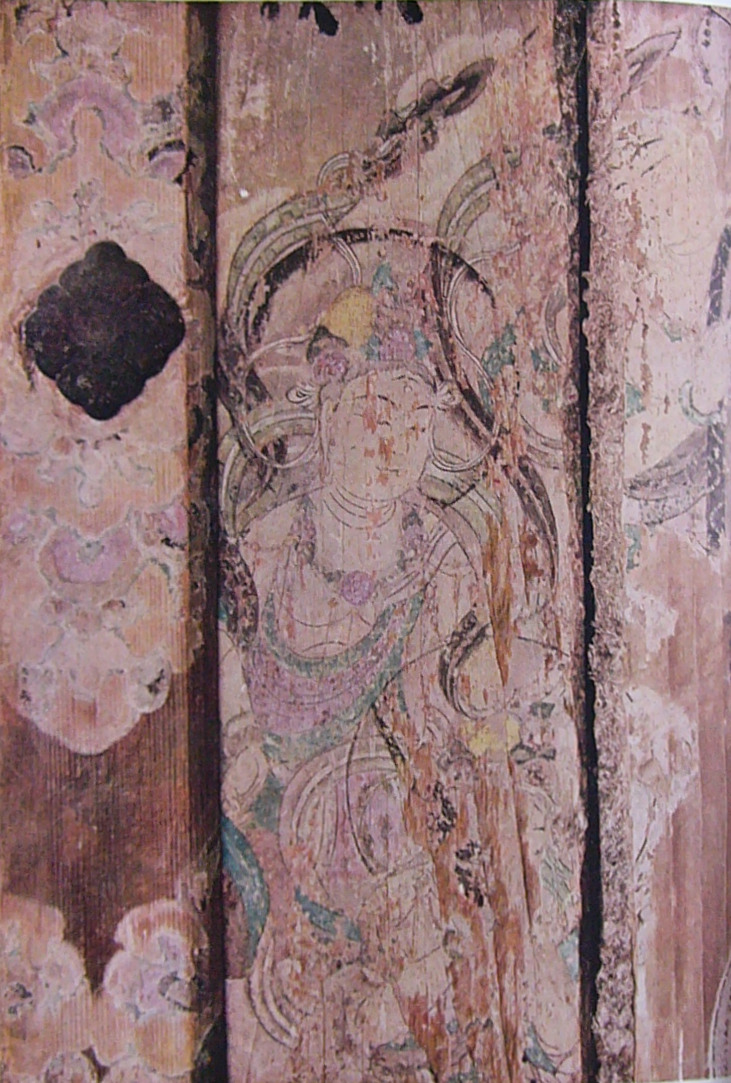
平等院壁画

大和絵と呼ばれる日本的な絵画が発達し、仏教絵画、月次絵や四季絵と呼ばれた景物を描いた障屏画（山水屏風など）や壁画（平等院鳳凰堂扉絵など）が描かれたが仏教絵画を除いて少数しか現存していない。また、多くの物語絵（冊子または絵巻物）が制作されたことが推測されているが、11世紀末以前に制作された作品は現存していない。
仏教絵画では来迎図がよく描かれた。
- 高野山　涅槃図（1086年）
- 高野山　聖衆来迎図
- 東寺　十二天（1127年）
- 東京国立博物館　普賢菩薩像
- 平等院鳳凰堂扉絵（1053年前後）
- 京都国立博物館　山水屏風
- 源氏物語絵巻（平家時代または院政期）
- 信貴山縁起（院政期）
- 伴大納言絵巻（院政期）
- 鳥獣人物戯画甲乙巻（院政期）[注釈 2]

## 書道
小野道風・藤原佐理・藤原行成が三蹟と呼ばれた。11世紀にはかな書道の古典とされる高野切が制作され、12世紀まで多様なかなの書風が展開した。

## 工芸

### 刀剣
日本刀の様式（鎬造・彎刀）の確立期である。
- 三条宗近（三日月宗近）
- 小烏丸（天国）
- 備前国友成
- 童子切安綱（安綱）

### 蒔絵
奈良時代に日本で考案された蒔絵の技法が大きく発展した。